# Spegelneuron
Ett spegelneuron är ett neuron (en nervcell) som avger nervimpulser både när individen utför en viss handling, och även när individen ser samma handling utföras av en annan individ. På det viset "speglar" neuronen beteendet hos ett annat djur som om observatören själv utförde det. Sådana neuroner har observerats hos primater, vissa fåglar och människor. Hos människor har de hittats i Brocas område (finns i pannloben) och i undre halvan av hjässloben (lobulus parietalis inferior) i hjärnan. Sedan dess lansering har förekomst och betydelse av spegelneuron varit föremål för diskussioner. 

## Introduktion
Hos apor återfinns spegelneuroner i undre delen av pannloben (gyrus frontalis inferior) och i undre halvan av hjässloben (lobulus parietalis inferior). Dessa neuroner är aktiverade när aporna utför vissa handlingar, men de aktiveras även när aporna ser någon annan utföra samma specifika handling. Forskning med fMRI har funnit belägg för ett liknande system (observation-handling-matchning) i den mänskliga hjärnan.
Det spekuleras mycket kring det här "spegelsystemets" funktion. Spegelneuroner skulle kunna vara viktiga för att förstå andra människors handlingar och för inlärning medelst härmning. Vissa forskare spekulerar även i möjligheten att spegelsystem spelar en roll för vår mentaliseringsförmåga, medan andra relaterar spegelneuroner till språkfärdigheter. Det har också föreslagits att problem i spegelsystemet skulle kunna vara orsaken till störningar som autism. Forskning pågår kring alla dessa möjligheter.

## Upptäckt
På 1980- och 1990-talet arbetade Giacomo Rizzolatti tillsammans med Leonardo Fogassi och Vittorio Gallese vid universitetet i Parma, Italien. De forskade på makaker och hade placerat elektroder i undre delen av pannloben i deras hjärnor för att studera neuroner som är specialiserade på styrning av handrörelser, till exempel att gripa om objekt, plocka upp saker och så vidare. Under varje experiment spelade de in signalerna från en enskild neuron och lät samtidigt apan sträcka sig efter matbitar så att de kunde mäta neuronens svar på olika rörelser.
Som är fallet vid många stora upptäckter hittades spegelneuronerna av en slump. Rizzolatti förklarar (fritt översatt från engelska): "Jag tror det var Fogassi som stod bredvid en fruktskål och sträckte sig efter en banan när några av neuronerna reagerade. Hur kunde detta hända, när apan inte själv rörde sig. Först trodde vi att det var ett mätfel eller att vår utrustning hade gått sönder, men allt visade sig vara korrekt och reaktionen upprepades när vi upprepade rörelsen".
Den här upptäckten har sedan dess publicerats och bekräftats. Spegelneuroner har hittats både i undre delen av pannloben och undre delen hjässloben. Hos människor har fMRI använts för att undersöka liknande system och även där har områden som svarar både på handlingar och observerandet av handlingar hittats.

## Uppkomst
Det har spekulerats mycket kring spegelneuronernas utveckling, och speciellt deras relation till språkets ursprung. Trots att spegelneuroner återfinns hos makaker imiterar makakerna inte varandras beteende, så det framstår som osannolikt att spegelneuronerna utvecklades för inlärning medelst härmning. I stället skulle de kunna göra det möjligt för en apa att förstå vad en annan apa gör, eller för att känna igen den andra apans handlande. En uppmärksammad svensk studie av spädbarn indikerar att spegelneuronsystemet utvecklas före 12 månaders ålder, och att systemet hjälper barnen förstå andra människors handlingar.

## Några exempel ur vardagen
- En väns smittande skratt.
- En obekant på tåget som gäspar.
- Någon som knäcker lilltån mot ett hårt föremål och viker sig av smärta.
- Någon som under en längre tid utför en enkel rörelse, så som att stryka handen mot sitt ansikte, vilket resulterar i att betraktaren gör likadant.